# Georg Wilhelm Steller
Georg Wilhelm Steller (Windsheim, 10 de març de 1709 - Tiumén, 14 de novembre de 1746) va ser un botànic, zoòleg, metge i explorador  alemany que va treballar a Rússia.
Georg Wilhelm Steller va néixer a Windsheim (Alemanya), a prop de Nuremberg i va estudiar a la Universitat de Wittenberg. El novembre de 1734 va viatjar a Rússia per treballar a l'Acadèmia de Ciències de Sant Petersburg.
Steller va ser nomenat naturalista en la segona expedició a Kamtxatka, dirigida per Vitus Bering, que tenia com a propòsit cartografiar la costa àrtica de Sibèria i buscar un pas a l'est cap a l'Amèrica del Nord. Steller va deixar Sant Petersburg el gener del 1738 aconseguint arribar a Ojotsk a la costa est a l'agost del 1740, on va conèixer Bering per primera vegada.
Al setembre, l'expedició va embarcar cap a la península de Kamtxatka. Steller va passar l'hivern a Bolsheretsk, on va ajudar a organitzar una escola local. A continuació es va incorporar a l'expedició de Bering que va partir cap a Amèrica a bord dels vaixells Sviatoi Piotr (Sant Pere) i Sviatoi Pavel (Sant Pau). Ambdós vaixells van perdre el contacte i el Piotr Sviatoi, comandat pel mateix Bering, a bord del qual anava Steller, va arribar a les costes de l'actual Alaska, en concret a l'illa Caiac, el juliol del 1741, parant únicament amb la intenció de recollir aigua fresca. Aquesta parada va ser aprofitada per Steller per recórrer l'illa sent el primer naturalista europeu a descriure nombroses plantes i animals d'Amèrica del Nord, incloent-hi el gaig blau, llavors desconegut per als europeus i que després seria anomenat en el seu honor gaig de Steller (Cyanocitta stelleri).
Les dures condicions de la regió van obligar a Bering a tornar. En el camí de tornada, Bering va emmalaltir i en no poder governar el seu navili, va haver de refugiar-se en les illes del Comandant, al sud-oest del mar de Bering. El 19 desembre del 1741 Vitus Bering va morir d'escorbut a l'illa que porta ara el seu nom, una illa on també van morir aquest hivern 28 dels membres de la seva tripulació.
Una tempesta va causar el naufragi del Piotr Sviatoi, però l'únic fuster supervivent, S. Starodubstev, amb l'ajuda de la resta de la tripulació, va aconseguir construir un petit vaixell amb les restes que havien recuperat en el moment de l'enfonsament. El nou vaixell tenia només 12,2 metres i va ser també anomenat Sviatoi Piotr. i en ell 46 dels 77 homes del Sviatoi Piotr van aconseguir sobreviure a les dificultats de l'expedició, inclòs el mateix Steller. Steller va passar els dos anys següents explorant la península de Kamtxatka. Va ser cridat per tornar a Sant Petersburg i en el viatge de tornada va morir a causa d'unes febres a Tiumén. Els seus diaris van arribar a l'Acadèmia de Sant Petersburg i van ser publicats pel zoòleg i botànic alemany, Peter Simon Pallas (1741-1811). Aquests van ser utilitzats per diversos exploradors del Pacífic Nord incloent al capità anglès James Cook.
Durant l'hivern passat a l'illa de Bering, Steller va escriure De Bestiis Marinus, descrivint la fauna de l'illa que incloïa a l'ós marí àrtic (Callorhinus ursinus), la llúdria marina (Enhydra lutris), el lleó marí de Steller (Eumetopias jubatus), la vaca marina de Steller (Hydrodamalis Gigues), l'eider de Steller (Polysticta stelleri) i el corb marí de Pallas (Phalacrocorax perspicillatus). Tant la vaca marina de Steller com el Cormorà de Pallas es van extingir poc després a causa de la caça indiscriminada

## Obra
- Von Sibirien nach Amerika: Die Entdeckung Alaskas mit Kapitän Bering. editades per Volker Mathies. ISBN 3-522-61170-5
- Beschreibung von dem Lande Kamtschatka. Unveränd. Neudruck der 1774 in Frankfurt, 1793 in St. Petersburg u. 1753 in Halle erstmals erschienenen Werke.
- Fonts sobre la història de Sibèria i d'Alaska arxius russos, redactades per Wieland Hintzsche:
  - I: Georg Wilhelm Steller - Briefe und Dokumente 1740. editats per Wieland Hintzsche, Thomas Nickol i Olga V. Novochatko. Halle 2000. ISBN 3-930195-61-5
  - II: Georg Wilhelm Steller / Stepan Kraseninnikov / Johann Eberhard Fischer: Reisetagebücher 1735 bis 1743. Redactat per Wieland Hintzsche amb la col·laboració de Thomas Nickol, Olga V. Novochatko i Dietmar Schulze. Halle 2000. ISBN 3-930195-64-X
  - III: Georg Wilhelm Steller - Briefe und Dokumente 1739; cartes i documents editats per Wieland Hintzsche amb la col·laboració de Thomas Nickol, Olga V. Novochatko i Dietmar Schulze. Halle 2001. ISBN 3-930195-67-4
- Die Grosse Nordische Expedition. Georg Wilhelm Steller (1709-1746). Ein Lutheraner erforscht Sibirien und Alaska. Catàleg de l'exposició de les Franckeschen Stiftungen de Halle del 12 de maig 1996 al 31 de gener de 1997, redactat per Wieland Hintzsche i Thomas Nickol. Gotha 1996. ISBN 3-623-00300-X